# Hydropsyche maroccana
Hydropsyche maroccana là một loài Trichoptera trong họ Hydropsychidae. Chúng phân bố ở miền Cổ bắc.